# Oluf de Schouboe
Oluf Schouboe, De Schouboe, Oluf Borch de Schouboe, (* 5. Juni 1777 in Bergen; † 21. Dezember 1844 in Stockholm) war ein norwegischer Politiker.

## Leben
Seine Eltern waren der Stiftamtmann, Etatsrat Christian de Schouboe (1737–1789) und dessen Frau Anna Magdalena Müller (1751–1785). Am 6. Januar 1799 heiratete er in Hillerød (Dänemark) Frederikke Dorothea Christiane von Munthe af Morgenstierne (8. Mai 1773–18. Juni 1835), Tochter des Stiftamtmanns Caspar Wilhelm von Munthe af Morgenstierne (1744–1811) und dessen Frau Anna Cathrine Petra Flindt (1750–1814).
Schouboe gehörte zu einer Beamtenfamilie, die unter dem dänischen Absolutismus aufgestiegen war. Sein Großvater war 1747 geadelt worden. Seine Familie behielt auch nach der Abschaffung des Adels durch Gesetz von 1821 ihr Adelsprädikat bei. Seine Tochter starb 1901 als eine der letzten norwegischen Adligen. Die Familie starb im Mannesstamm mit dem Tod seines einzigen Sohnes 1892 aus.
Er wuchs in Bergen auf und erhielt den ersten Unterricht zu Hause. 1795 legte er in Kopenhagen das examen artium ab. 1801 bestand er dort das juristische Staatsexamen. Mit seinen sehr guten Abschlussnoten stand ihm die Beamtenlaufbahn offen. Er wurde sogleich Byfogd in Nykøbing, 1806 Byfogd in Helsingør und 1810 Amtmann in Stavanger. 1812 wurde er Stiftamtmann in Kristiansand und Amtmann in Nedenes und Råbyggelaget. 1815 wechselte er in diesem Amt nach Lister und Mandal. Er erhielt 1806 die Titel Kammerrat und Kanzleirat und wurde 1807 Wirklicher Justizrat.
Während der napoleonischen Kriege gab es in Sørlandet wegen der englischen Blockade Hungersnot. Schouboe öffnete die Kornspeicher des Staates. Er gründete eine private Getreidefirma, aber diese Firma verlor in einer Woche 14 Lasten an britische Blockadeschiffe.
In der kurzen Zeit norwegischer Selbständigkeit 1814 stellte sich Schouboe hinter Prinz Christian Friedrich. Nach dessen Wahl zum König ernannte dieser Schouboe zum Kammerherrn. Bis 1836 blieb er Amtmann und Stiftamtmann in Kristiansand. Als Christian Friedrich im Herbst 1814 abgedankt hatte und die Union mit Schweden verwirklicht war, verhielt er sich loyal zur neuen Regierung und zu Karl Johan. 1836 wurde er gegen das Votum der übrigen Regierungsmitglieder Staatsrat ohne besonderen Geschäftsbereich. Schouboe ersetzte den populären Jonas Collett, der nicht mehr das Vertrauen des Königs besaß. Als Staatsrat war er oft in der Staatsratsabteilung in Stockholm. Daneben leitete er in verschiedenen Perioden das Kirchenministerium, das Revisionsministerium und das Armeeministerium. Er und Staatsminister Frederik Due verhandelten mit der schwedischen Regierung über den Öresund-Zoll, ohne die norwegische Regierung in Christiania einzubinden. Die führte zu einer Staatskrise, die dazu führte, dass beide vor dem Reichsgericht angeklagt wurden. Allmählich wurde er immer konservativer und war dezidierter Gegner der kommunalen Selbstverwaltung. Er erhielt auch wirtschaftliche Unterstützung vom König und galt als Königslakai. Der Statthalter Graf Wedel hielt ihn für unfähig und bezeichnete ihn als „vollständige Nullität“. Die allgemeine Auffassung wurde, dass er ein tüchtiger Amtmann war, aber nicht zum Staatsrat taugte. Selbst die konservative Zeitung Den Konstitionelle wies in seinem Zusammenhang auf den Unterschied zwischen „Staatsrat“ und „Staatsmann“ hin.

## Ehrungen
1813 erhielt er den Dannebrog-Orden, 1815 wurde er Kommandeur des schwedischen Nordstern-Ordens, 1832 zu dessen Kommandeur 1. Klasse und erhielt 1844 von Oskar I. das Großkreuz.